# Выборы губернатора Ивановской области (2018)
Досрочные выборы губернатора Ивановской области состоялись в Ивановской области 9 сентября 2018 года в единый день голосования одновременно с выборами в Ивановскую областную думу. Губернатор избирался сроком на 5 лет.
На 1 июля 2018 года в области было зарегистрировано 823 243 избирателей.
Председатель Избирательной комиссии Ивановской области — Анжелика Соловьёва (с 26 июля 2012 года, с 23 мая 2016 года полномочия продлены; в 2005—2012 годы комиссию возглавлял Виктор Смирнов).

## Предшествующие события
В октябре 2013 года должность губернатора Ивановской области досрочно покинул Михаил Мень, который должен был возглавить министерство строительства и жилищно-коммунального хозяйства РФ. Президент Владимир Путин назначил временно исполняющим обязанности губернатора первого 55-летнего зампреда правительства Ивановской области Павла Конькова (Единая Россия). В сентябре 2014 года, после 14-летнего перерыва, состоялись губернаторские выборы. Явка составила всего 36,85 %. Павел Коньков получил 80 % голосов и был избран губернатором.
10 октября 2017 года Коньков досрочно ушёл в отставку, объяснив это тем что «принято кадровое решения». Президент Владимир Путин назначил временно исполняющим обязанности губернатора 41-летнего заместителя министра экономического развития РФ Станислава Воскресенского.
26 октября 2017 года Ивановская областная дума приняла поправки в закон «О выборах Губернатора Ивановской области» согласно которым среди прочего был изменён муниципальный фильтр: количество подписей муниципальных депутатов и глав муниципальных образований было снижено с 10% до 5%, однако количество подписей депутатов районных и городских советов и (или) глав районов и городских округов равное 8 % осталось прежнем.

## Ключевые даты
- 7 июня 2017 года Ивановская областная дума назначила выборы на 9 сентября 2018 года — единый день голосования (за 100—90 дней до дня голосования)
  - 9 июня (в следующие 3 дня) избирательной комиссией опубликован расчёт числа подписей, необходимых для регистрации кандидата
- с 9 июня по 9 июля (до 18:00) — период выдвижения кандидатов (начинается со следующего дня после назначения выборов)
  - агитационный период начинается со дня выдвижения кандидата и прекращается за одни сутки до дня голосования
- период сбора подписей муниципальных депутатов для регистрации кандидата начинается после представления в избирательную  комиссию заявления  кандидата о согласии баллотироваться
- с 15 июля по 25 июля 2018 (до 18:00), т. е за 55—45 дней до дня голосования — представление документов для регистрации кандидатов; к заявлениям должны прилагаться листы с подписями муниципальных депутатов и список трёх кандидатов на должность члена Совета Федерации
  - решение Избирательной комиссии о регистрации кандидата — в течение 10 дней со дня подачи документов в избирком
- с 11 августа по 7 сентября — период агитации в СМИ (начинается за 28 дней до дня голосования)
- 8 сентября — «день тишины»
- 9 сентября — день голосования

## Выдвижение и регистрация кандидатов
В Ивановской области кандидаты выдвигаются только политическими партиями, имеющими право участвовать в выборах. Самовыдвижение не допускается. Губернатором может быть избран гражданин Российской Федерации, достигший возраста 30 лет. 
Каждый кандидат при регистрации должен представить список из трёх человек, один из которых, в случае избрания кандидата, станет представителем правительства региона в Совете Федерации.
Для регистрации кандидату требуется поддержка муниципальных депутатов, поддержка избирателей не требуется.

### Муниципальный фильтр
Количество подписей муниципальных депутатов, необходимых для регистрации кандидата в губернаторы может варьироваться от 5 % до 10 %. В Ивановской области кандидаты должны собрать подписи 5% муниципальных депутатов и глав муниципальных образований. Среди них должны быть подписи депутатов районных и городских советов и (или) глав районов и городских округов в количестве 8 % от их общего числа. При этом подписи нужно получить не менее чем в трёх четвертях районов и городских округов, то есть в 21 из 27.
9 июня 2018 года избирком опубликовал расчёт, по которому каждый кандидат должен собрать от 72 до 75 подписей (в 2014 году 162—170) депутатов всех уровней и глав муниципальных образований, из которых от 40 до 42 (в 2014 году 49—51) — депутатов райсоветов и советов городских округов и глав районов и городских округов не менее чем 21 районе и городском округе.

## Кандидаты
| Кандидат                | Должность (на момент выдвижения) | Субъект выдвижения  | Подписи (собрано / достоверных) | Статус          | Дата выдвижения | Дата регистрации | Кандидаты в Совет Федерации |
| ----------------------- | --- | ------------------- | ------------------------------- | --------------- | --------------- | ---------------- | --------------------------- |
| Станислав Воскресенский | временно исполняющий обязанности губернатора Ивановской области                                                                                                  | Единая Россия       | 75/-                            | зарегистрирован | 18.06.2018      | 26.07.2018       | Александр Ахлюстин          |
| Станислав Воскресенский | временно исполняющий обязанности губернатора Ивановской области                                                                                                  | Единая Россия       | 75/-                            | зарегистрирован | 18.06.2018      | 26.07.2018       | Валерий Васильев            |
| Станислав Воскресенский | временно исполняющий обязанности губернатора Ивановской области                                                                                                  | Единая Россия       | 75/-                            | зарегистрирован | 18.06.2018      | 26.07.2018       | Евгений Смирнов             |
| Сергей Нациевский       | заместитель гендиректора ООО «Управляющая компания Зарубежэнергопроект», депутат Ивановской областной думы на непостоянной основе, заместитель председателя думы | КПРФ                | 75/-                            | зарегистрирован | 25.06.2018      | 24.07.2018       | Александр Минеев            |
| Сергей Нациевский       | заместитель гендиректора ООО «Управляющая компания Зарубежэнергопроект», депутат Ивановской областной думы на непостоянной основе, заместитель председателя думы | КПРФ                | 75/-                            | зарегистрирован | 25.06.2018      | 24.07.2018       | Дмитрий Саломатин           |
| Сергей Нациевский       | заместитель гендиректора ООО «Управляющая компания Зарубежэнергопроект», депутат Ивановской областной думы на непостоянной основе, заместитель председателя думы | КПРФ                | 75/-                            | зарегистрирован | 25.06.2018      | 24.07.2018       | Петр Трофимов               |
| Александр Орехов        | инженер-программист ООО «РМ-маркет», депутат городской Думы городского округа Кинешма                                                                            | Коммунисты России   | 75/-                            | зарегистрирован | 19.06.2018      | 24.07.2018       | Николай Плотников           |
| Александр Орехов        | инженер-программист ООО «РМ-маркет», депутат городской Думы городского округа Кинешма                                                                            | Коммунисты России   | 75/-                            | зарегистрирован | 19.06.2018      | 24.07.2018       | Владимир Тихонов            |
| Александр Орехов        | инженер-программист ООО «РМ-маркет», депутат городской Думы городского округа Кинешма                                                                            | Коммунисты России   | 75/-                            | зарегистрирован | 19.06.2018      | 24.07.2018       | Галина Штепа                |
| Павел Попов             | директор ООО «Ткацкая фабрика» | Справедливая Россия | 75/-                            | зарегистрирован | 19.06.2018      | 24.07.2018       | Александр Исаев             |
| Павел Попов             | директор ООО «Ткацкая фабрика» | Справедливая Россия | 75/-                            | зарегистрирован | 19.06.2018      | 24.07.2018       | Михаил Крайнов              |
| Павел Попов             | директор ООО «Ткацкая фабрика» | Справедливая Россия | 75/-                            | зарегистрирован | 19.06.2018      | 24.07.2018       | Виктор Письменский          |
| Дмитрий Шелякин         | депутат Ивановской областной думы на профессиональной постоянной основе                                                                                          | ЛДПР                | 75/-                            | зарегистрирован | 25.06.2018      | 24.07.2018       | Сергей Клюев                |
| Дмитрий Шелякин         | депутат Ивановской областной думы на профессиональной постоянной основе                                                                                          | ЛДПР                | 75/-                            | зарегистрирован | 25.06.2018      | 24.07.2018       | Сергей Разживин             |
| Дмитрий Шелякин         | депутат Ивановской областной думы на профессиональной постоянной основе                                                                                          | ЛДПР                | 75/-                            | зарегистрирован | 25.06.2018      | 24.07.2018       | Юлия Романова               |

## Социология
| Дата            | Источник     | Воскресенский | Нациевский | Шелякин | Попов | Орехов | Испортят бюллетень | Не пойдут на выборы | Затруднились ответить |
| --------------- | ------------ | ------------- | ---------- | ------- | ----- | ------ | ------------------ | ------------------- | --------------------- |
| 22 августа 2018 | Имидж-Фактор |               |            |         |       |        |                    |                     |                       |
| 22 августа 2018 | Имидж-Фактор | 50,6 %        | 9,0%       | 6,2%    | 4,4%  | 1,6%   | 5,6%               | 6,8%                | 15,8%                 |

## Результаты
| Место                       | Место                       | Кандидат                    | Партия                      | Голосов | %       |
| --------------------------- | --------------------------- | --------------------------- | --------------------------- | ------- | ------- |
|                             | 1.                          | Станислав Воскресенский     | Единая Россия               | 174 449 | 65,72 % |
|                             | 2.                          | Сергей Нациевский           | КПРФ                        | 31 619  | 11,91 % |
|                             | 3.                          | Дмитрий Шелякин             | ЛДПР                        | 25 086  | 9,45 %  |
|                             | 4.                          | Павел Попов                 | Справедливая Россия         | 13 984  | 5,27 %  |
|                             | 5.                          | Александр Орехов            | Коммунисты России           | 13 702  | 5,16 %  |
| Действительных бюллетеней   | Действительных бюллетеней   | Действительных бюллетеней   | Действительных бюллетеней   | 258 840 | 97,51 % |
| Недействительных бюллетеней | Недействительных бюллетеней | Недействительных бюллетеней | Недействительных бюллетеней | 6619    | 2,49 %  |
| Всего                       | Всего                       | Всего                       | Всего                       | 265 459 | 100 %   |
|                             |                             |                             |                             |         |         |
| Явка                        | Явка                        | Явка                        | Явка                        | 265 459 | 32,86 % |
| Общее число избирателей     | Общее число избирателей     | Общее число избирателей     | Общее число избирателей     | 807 744 |         |